# Малые Дербышки
Малые Дербышки (тат. Кече Дәрвишләр, Keçe Därwişlär, МФА: [kɘɕɘ dærwiʃlær]) — деревня в Советском районе Казани.

## География
Малые Дербышки расположены недалеко от впадения Ноксы в Казанку. Севернее, западнее и южнее находятся СНТ, северо-западнее — Дербышкинский лес.

## История
Упоминается в 1644 году как деревня Дербышкина Казанского Богородицкого женского монастыря. Четвёртая ревизия 1781 года выявила в деревне 91 ревизскую душу экономических крестьян.
В начале XX века деревня относилась к приходу села Борисоглебское Каймарской волости. Кроме сельского хозяйства жители деревни занимались пчеловодством, мукомольством, работали за пределами деревни.
Во время Гражданской войны деревня дважды переходила из рук в руки: к 8 августа 1918 года Малые Дербышки были заняты Народной армией КомУча. К сентябрю этого же года она вновь была занята красными.
С середины XIX века до 1924 года деревня Малые Дербышки входило в Собакинскую (Калининскую) волость Казанского уезда Казанской губернии (с 1920 года — Арского кантона Татарской АССР). После введения районного деления в Татарской АССР в составе Воскресенского (Казанского, 1927-1938), Юдинского (1938-1950), Высокогорского (1950-1963, 1965-1998) и Зеленодольского (1963-1965) районов. В 1998 году присоединена к Советскому району Казани.

## Население
| 1716 | 1859 | 1897 | 1920   | 1927 | 1938 | 1949 |
| ---- | ---- | ---- | ------ | ---- | ---- | ---- |
| 65   | ↗163 | ↗296 | ↘241   | ↗326 | ↗362 | ↗450 |
| 1958 | 1970 | 1989 | 2000-е |      |      |      |
| ↘421 | ↗534 | ↘377 | ↗453   |      |      |      |

## Улицы
- Берёзовая (тат. Каенлы урам, Qayınlı uram). Начинаясь от СДТ «Лесовод»; немного не доходя железной дороги переходит в улицу Станционная.
- Вишнёвый Сад (тат. Чия Бакчасы урамы, Çiä Baqçası uramı). Начинаясь от реки Нокса, заканчивается у СНТ «Весна-78». Современное название присвоено 11 июня 2009 года, прежнее имя — Садовая улица.[13]
- Кооперативная (тат. Кәпирәтиф урамы, Käpirätif uramı). Начинаясь от СНТ «Юбилейный-1», заканчивается у автобусной остановки «Посёлок Малые Дербышки».
- Услонская (тат. Ослан урамы, Oslan uramı). Начинаясь недалеко от реки Нокса, заканчивается пересечением со Школьной улицей.
- Школьная (тат. Мәктәп урамы, Mäktäp uramı). Начинаясь от улицы Вишнёвый Сад, пересекает Услонскую улицу, и заканчивается у реки Нокса.